# Jannek Klein
Jannek Klein (* 25. März 1999 in Rendsburg) ist ein deutscher Handballspieler, der auf Leihbasis für den beim Bundesligisten 1. VfL Potsdam aufläuft.

## Karriere

### Im Verein
Klein begann das Handballspielen bei der HSG Schülp/Westerrönfeld. Dort wurde er unter anderem in der E-Jugend von Morten Dibbert trainiert. Im Jahr 2014 wechselte der Rückraumspieler zur SG Flensburg-Handewitt. Mit der B-Jugend der SG stand er 2016 im Finale der deutschen Meisterschaft, das die Füchse Berlin für sich entschieden. Nachdem die Herrenmannschaft der SG Flensburg-Handewitt verletzungssorgen im rechten Rückraum hatte, gab Klein am 12. Februar 2017 in der EHF Champions League sein Debüt in der Profimannschaft. Er erzielte dabei einen Treffer gegen die polnische Mannschaft von Wisła Płock.
Klein lief in der Saison 2017/18 sowohl für die A-Jugend in der A-Jugend-Bundesliga als auch für die 2. Männermannschaft in der 3. Liga auf. Nachdem sich Magnus Rød im November 2017 verletzt hatte und bis zum Jahresende ausfiel, rückte Klein in den Bundesligakader der SG. Am 19. November 2017 erzielte er gegen Brest GK Meschkow einen weiteren Treffer in der Champions League. Am 29. November 2017 gehörte Klein beim Derby gegen den THW Kiel dem Bundesligakader der SG an, jedoch wurde er nicht eingesetzt.
Klein schloss sich im Jahr 2018 dem spanischen Verein FC Barcelona an, dessen 2. Mannschaft er angehörte. Im August 2018 lief Klein im Halbfinale des katalanischen Supercups für die Profimannschaft auf, für die er vier Treffer erzielte. Weiterhin lief Klein in der Meisterschaftssaison 2018/19 am 26. Februar 2019 in der Liga ASOBAL für die Profimannschaft auf. Im Sommer 2019 wechselte er zum deutschen Bundesligisten TSG Friesenheim. In seinen ersten beiden Bundesligaspielzeiten erzielte er 41 Treffer in 62 Partien. 2021 trat er mit Friesenheim den Gang in die Zweitklassigkeit an.
Klein wechselte im Sommer 2024 zum Bundesligisten Füchse Berlin und läuft in der Saison 2024/25 und 2025/26 auf Leihbasis für den Bundesligisten 1. VfL Potsdam auf.

### In Auswahlmannschaften
Klein nahm im Jahr 2015 mit der schleswig-holsteinischen Auswahlmannschaft an der DHB-Sichtung in Kienbaum teil. Im Rahmen der Veranstaltung wurde er von den Auswahltrainern in das All-Star-Team gewählt. Im Juli 2015 bestritt er sein erstes Länderspiel für die deutsche Jugendnationalmannschaft. Mit der Jugendnationalmannschaft belegte er bei der U-19-Weltmeisterschaft 2017 in Georgien den neunten Platz. Ein Jahr später gewann Klein mit der Juniorennationalmannschaft die Bronzemedaille bei der U-20-Europameisterschaft. Im kleinen Finale warf er sechs Tore gegen Portugal. Bei der U-21-Weltmeisterschaft 2019 belegte er wie zwei Jahre zuvor nochmals den neunten Platz. Im Turnierverlauf erzielte Klein 15 Treffer.